# Теодор Сикеот
Теодор Сикеот је био епископ Анастасиополиса.
Рођен је у селу Сикеа у Галатији, због чега је и прозван Сикеот. Још као десетогодишњи дечак Теодор се предавао тешком посту и свеноћној молитви по угледу на једног старца Стефана, који је живео у његовом дому. Његова мајка Марија је била богата удовица и намеравала је да свога сина посветити војном звању. Међутим хришћани верују да јој се у сну јавио свети Ђорђе и известио је, да је Теодор намењен на службу „не цару земаљском него цару небеском“. У хришћанској традицији се помињу многа јављања Светог Ђорђа Теодору, било да га поучи било да га спасе какве од опасности. Имао је и неколико виђења Богородице. Теодорје имао веома тежак подвиг. Мучио је тело своје и глађу и жеђу и железним оковима и свеноћним стајањем на молитви. Хришћани верују да му је Бог даровао велике моћи над злим дусима и над свима болестима и мукама људским. Био се прочуо на све стране као чудотворни исцелитељ. Због велике чистоте и духовности је и преко воље посвећен за епископа Анастасиопољског. На епископској служби провео је 11 година, а после се вратио у свој манастир, где је у старости Преминуо. Скончао је у почетку царовања цара Ираклија око 613. године.
Српска православна црква слави га 22. априла по црквеном, а 5. маја по грегоријанском календару.